# Деева Горка
Де́ева Го́рка — деревня в Струго-Красненском районе Псковской области России. Входит в состав сельского поселения «Марьинская волость».

## География
Находится на северо-востоке региона, в центральной части района, в лесной местности около истока
руч. Пралище, около вершины Деева Горка в 176,6 м.
Уличная сеть не развита.

## История
Первое упоминание — 1748 год. В списках селений Щирского погоста Шелонской пятины упоминалась деревня Деева Горка.
До прихода советской власти Деева Горка (Дейкова Горка) — имение. Сохраняются руины усадебного парка.
В 1918-23 гг. — центр Деевогорского сельсовета Яблонецкой волости.
В 1941—1944 гг. деревня находилась на территории под фашистской оккупацией войсками Гитлеровской Германии. 8 ноября 1943 года деревню сожгли фашисты.
Согласно Закону Псковской области от 28 февраля 2005 года деревня Деева Горка вошла в состав образованного муниципального образования «Марьинская волость».

## Население
| 2001 | 2002 | 2010 | 2011 |
| ---- | ---- | ---- | ---- |
| 3    | ↗4   | ↗7   | ↘5   |

## Инфраструктура
В 1930-41, 1944-50 годах действовал колхоз «Красная Горка». С 1950 года — бригада Деева Горка колхоза «Заря будущего». Работала свиноферма и ферма по выращиванию молодняка колхоза «Заря будущего».

## Транспорт
Деревня доступна по просёлочной дороге.